# Adesmus culiki
Adesmus culiki es una especie de escarabajo longicornio del género Adesmus, categorizada en la tribu Hemilophini, de la subfamilia Lamiinae. Fue descrita por Santos-Silva & al. en 2020.

## Descripción
Mide 17,2 mm de longitud.

## Distribución
Se distribuye por Brasil.